# توم تومسون (رسام)
توم تومسون هو رسام كندي، ولد في 5 أغسطس 1877 في Claremont, Ontario ‏ في كندا، وتوفي في 8 يوليو 1917 في Canoe Lake (Nipissing District) ‏ في كندا بسبب غرق.

## معرض صور

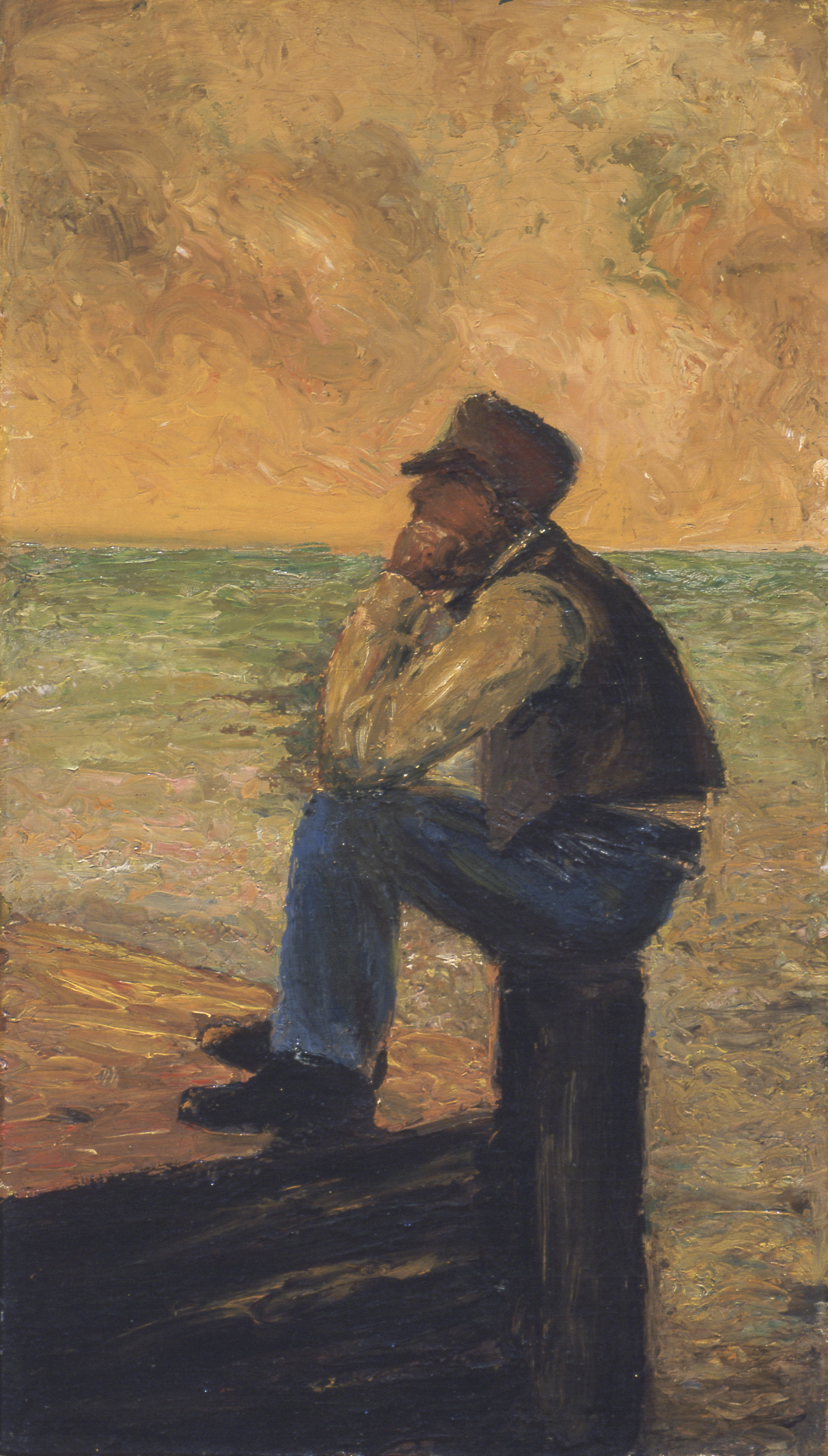
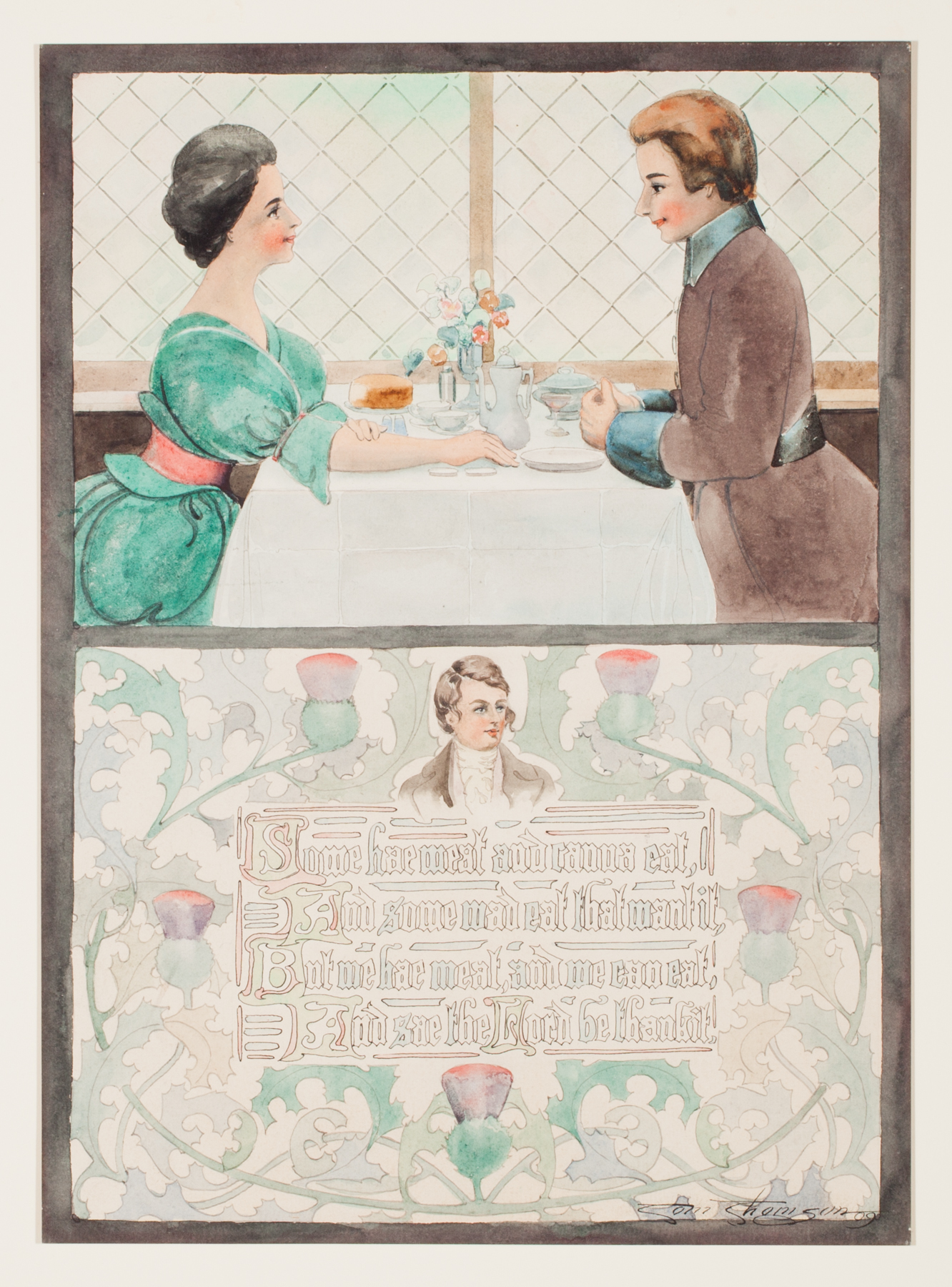
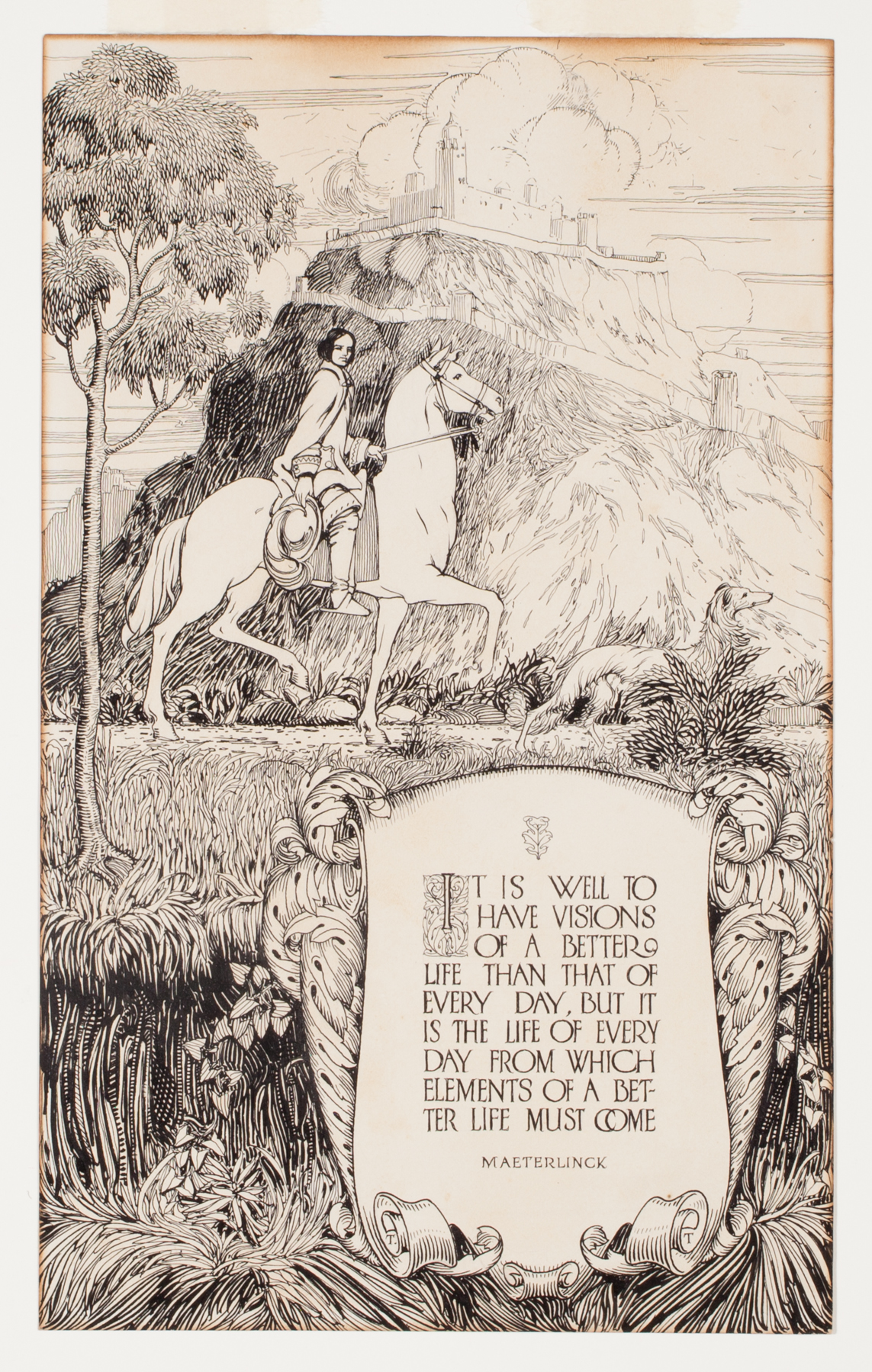
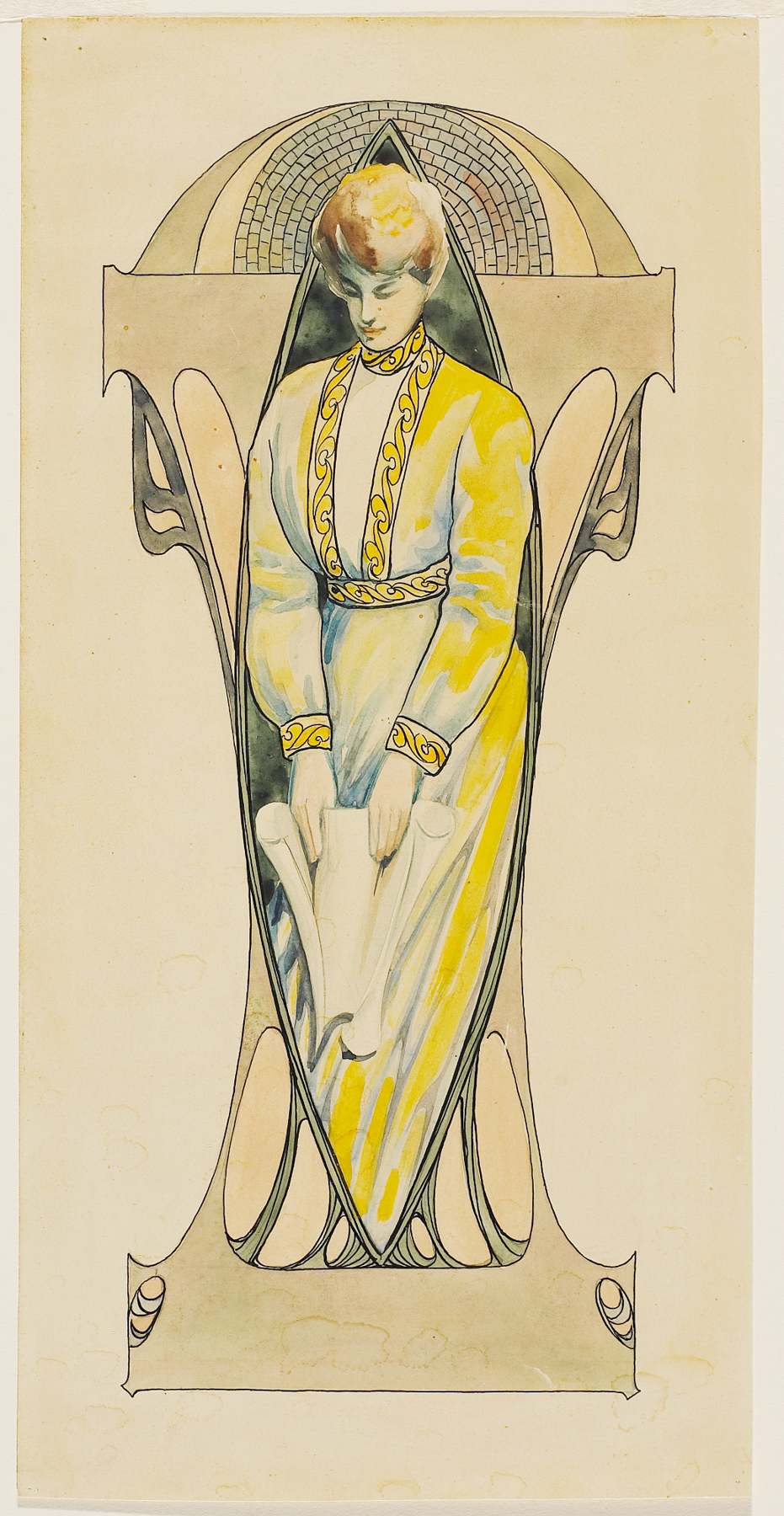

## وصلات خارجية
- توم تومسون على موقع الموسوعة البريطانية (الإنجليزية)